# Districtul Saalfeld-Rudolstadt
Districtul Saalfeld-Rudolstadt este un district rural (Landkreis) din landul Turingia, Germania. 